# Desenvolupament i recerca de medicaments contra la COVID-19
El desenvolupament i recerca de fàrmacs contra la COVID-19 té per objectiu desenvolupar medicaments terapèutics preventius de la COVID-19 o que n'alleugerien la gravetat. Des de principis del 2020 fins al 2021, diversos centenars de companyies farmacèutiques, empreses de biotecnologia, grups de recerca universitaris i organitzacions sanitàries estaven desenvolupant més de 600 teràpies potencials per a la COVID-19 en diverses etapes de la investigació preclínica o clínica, amb 391 candidats terapèutics en assaigs clínics, el gener de 2021.
L'Organització Mundial de la Salut (OMS), Agència Europea de Medicaments (AEM), l'FDA dels Estats Units, i el govern xinès i fabricants de medicaments es coordinaven amb acadèmics i investigadors de la indústria per accelerar el desenvolupament de vacunes, fàrmacs antivírics i teràpies postinfecció. La plataforma de registre clínic internacional d'assaigs clínics de l'OMS va registrar 536 estudis clínics per desenvolupar teràpies postinfecció per a infeccions per COVID-19, amb nombrosos compostos antivirals establerts per al tractament d'altres infeccions en investigacions clíniques a reutilitzar.
Al març, l'OMS va iniciar l'assaig clínic Solidaritat a 10 països, on va inscriure milers de persones infectades amb COVID-19 per avaluar els efectes del tractament de quatre compostos antivirals existents amb la major promesa d'eficàcia. Es va establir una revisió dinàmica i sistemàtica a l'abril de 2020 per fer un seguiment del progrés dels assaigs clínics registrats per a vacunes COVID-19 i medicaments terapèutics candidats.
El desenvolupament de fàrmacs és un procés de diversos passos, que normalment requereix més de cinc anys per garantir la seguretat i l'eficàcia del nou compost. Diverses agències reguladores nacionals, com l'AEM i l'FDA, van aprovar procediments per agilitzar les proves clíniques. El juny de 2021, dotzenes de possibles teràpies postinfecció es trobaven a l'etapa final de les proves humanes (assajos clínics de fase III-IV).

## Tractaments en investigació

### Fàrmacs
Durant les primeres setmanes posteriors a l'inici de la pandèmia es desenvoluparen uns 30 estudis clínics per valorar l'efectivitat de diversos fàrmacs ja existents, mentre que pocs mesos després la xifra era de molts centenars, la major part d'ells centrats en la determinació dels efectes de 15 medicaments contra la infecció:

#### Antivírics
- Remdesivir:[25][26][22][27] s'ha trobat millora clínica en pacients tractats amb remdesivir d'ús compassiu;[28] encara que aparentment els resultats de la primera prova controlada aleatòria no demostren l'eficàcia del compost contra aquesta infecció.[29] Per contra, un altre assaig promogut pel National Institute of Allergy and Infectious Diseases estatunidenc, realitzat en un grup de 1063 malalts i en el qual han participat hospitals catalans, entre ells el Germans Trias i Pujol,[30] indica que l'ús del fàrmac accelera de forma significativa la curació dels pacients i redueix lleugerament la mortalitat.[31] La Comissió Europea aprovà, tot i que sota determinades condicions, el seu ús en els països de la UE el 3 de juliol de 2020.[32]
- Favipiravir, en experimentació a Wuhan i Shenzhen,[33][34]a vegades associat a umifenovir.[35] També a Itàlia,[36][37] Rússia[38][39][40] i l'Índia.[41]
- Molnupiravir, inhibeix la replicació de l'ARN viral per la ARN polimerasa dirigida per l'ARN.
- Nirmatrelvir/ritonavir, registrat amb la marca Paxlovid,[42] és un fàrmac antivíric desenvolupat per Pfizer que actua com a inhibidor de la proteasa 3CL actiu per via oral.
- Antiretrovirals: 
  - Lopinavir/ritonavir (Kaletra),[43][44] Un assaig clínic xinés va no va apreciar una associació estadísticament significativa pel que fa a la seva eficàcia en pacients que patien una COVID greu.[45] A hores d'ara, però, les evidències sobre els beneficis de l'ús d'aquest fàrmac per tractar la malaltia no són concloents i s'esperen els resultats d'altres assajos en curs.[46]
  - Darunavir/cobicistat (Rezolsta),[47] els resultats d'un estudi retrospectiu efectuat en un petit nombre de malalts molt greus sud-coreans tractats amb aquesta combinació d'antivírics indiquen que aconsegueix un considerable increment de la seva supervivència.[48]
- Camostat,[49] que actua per inhibició de la proteasa serina transmembrana 2 (TMPRSS2).[50] Aquest enzim, que interactua amb el receptor ECA2, és essencial per l'entrada del SARS-CoV-2.[51]
- Casirivimab/imdevimab, el 21 de novembre de 2020, la FDA dels Estats Units va emetre una autorització d'ús d'emergència per administrar conjuntament casirivimab i imdevimab per al tractament de COVID-19 lleu a moderat en persones de dotze anys o més que pesen a com a mínim 40Kg amb resultats positius de proves virals directes de SARS-CoV-2 i que presenten un risc elevat de progressar a COVID-19 sever.[52] Això inclou aquells que tinguin 65 anys o més o que tinguin certes malalties cròniques.[52]
- Amb activitat antiparasitària: 
  - Cloroquina[53][54][55] i hidroxicloroquina, ja descartades.[56][57]
  - Nitazoxanida[25]
  - Ivermectina (Soolontra).[58][59]

#### Contra la tempesta de citocines
La tempesta de citocines, un trastorn que pot posar en perill la vida, pot ser una complicació en les etapes avançades de la COVID-19 greu. Les persones amb condiciones preexistents causants d'un estat d'inflamació crònica són proclius a desenvolupar-la. Contra aquesta reacció immunitària hi ha:
- Cloroquina (EFG, Resochin) i hidroxicloroquina (EFG, Dolquine), uns antipalúdics[53][47] amb els quals ja s'havien fet experiments en el camp de la recerca antivírica abans de la pandèmia.[61] Al 3 d'abril de 2020 uns estudis sobre l'eficàcia de la hidroxicloroquina mostraren poca millora o nul·la millora,[62][63] altra que seria efectiva en les fases avançades,.[64] Un ampli estudi analític del seu ús durant aquesta pandèmia mostrà un augment de la mortalitat i la morbiditat, juntament amb efectes secundaris, associat a macròlids o no.[65] Basant-se en les seves dades, l'OMS va anunciar la retirada temporal de la hidroxicloroquina dels seus assaigs globals de tractaments contra la COVID-19 el 25 de maig de 2020 per problemes de seguretat,[66][67] una mesura rectificada pocs dies més tard[68] davant de la sospita de falsedat de l'estudi.[69][70] El 22 de juny, l'AEMPS va anunciar l'adopció de mesures restrictives respecte als assajos amb aquest medicament autoritzats a l'Estat espanyol arrel de la pandèmia.[71] Un estudi fet a Catalunya no va mostrar efectivitat en els casos de COVID lleuger.[72] Al novembre de 2020, els Instituts Nacionals de Salut dels EUA manifestaven formalment que el medicament no proporciona cap benefici clínic als pacients hospitalitzats.[73]
- Interferó tipus III.[74]
- Interferó tipus I.[75]
- Dexametasona. El 16 de juny de 2020 es van anunciar els resultats preliminars (no publicats) d'un estudi de la Universitat d'Oxford indicant que millora les taxes de supervivència dels pacients hospitalitzats amb COVID-19, però només per als que reben oxigen o precisen un respirador.[76] L'administració de dexametasona de forma precoç i durant un curt període a una sèrie de 21 malalts estatunidencs amb pneumònia, PCR elevada i hipoxèmia important fou beneficiosa per a la majoria d'ells (71%).[77] Un estudi xinés anterior sobre els resultats de l'ús de monodosis controlades de metilprednisolona (un altre esteroide del mateix grup farmacològic, però amb un temps d'acció més breu), també obtinguts d'una cohort de pocs pacients sotmesos a ventilació mecànica pel seu estat crític, sembla confirmar l'eficàcia dels glucocorticoides sistèmics per tractar en un entorn hospitalari a algunes de les persones que tenen un pronòstic dolent.[78]
- Antagonistes dels receptors adrenèrgics alfa-1.[79]
- Anticossos monoclonals:
  - Tocilizumab (Roactembra), un immunosupressor.[80][81][82] Fins a la data, no hi ha proves controlades aleatòries que indiquin que sigui un tractament eficaç per a la tempesta. Però hi ha un estudi que assenyala que podria ser útil.[83]
  - Lenzilumab,[84] que actuaria contra el factor estimulant de colònies de granulòcits i macròfags 2, factor que es veu incrementat en els pacients hospitalitzats per COVID.[85]
  - Infliximab (Flixabi, Inflectra, Remicade, Remsima, Zessly),[86] tot i que ara per ara hi ha molt poca experiència d'ús d'aquest anticós monoclonal quimèric anti-TNF en malalts de COVID-19, els resultats del tractament experimental endovenós amb una única dosi del fàrmac (5 mg/kg de pes corporal) en una curta sèrie de pacients crítics ha obtingut la millora clínica de quasi tots ells.[87]
  - Anakinra (Kineret), diversos estudis indiquen que l'administració endovenosa o subcutània d'aquest biofàrmac a dosis altes en pacients greus és beneficiosa, ja que augmenta la seva supervivència i disminueix el temps d'ús de ventilació mecànica sense provocar efectes secundaris d'importància.[88][89]
  - Bamlanivimab (LY-CoV555):[90] Aquest anticòs dirigit a neutralitzar funcionalment la proteïna S del virus,[91] ha estat aprovat als EUA amb caràcter d'urgència per administrar-lo a individus diagnosticats de COVID-19 que tenen dotze anys o més i pesen com a mínim 40 Kg i que presenten un risc elevat de progressar cap a COVID-19 greu o hospitalització.[92] Això inclou aquells que tinguin 65 anys o més o que tinguin certes malalties cròniques.[92]

### Teràpia amb immunoglobulines
S'està investigant la transferència d'immunoglobulines (=anticossos) purificades i concentrades produïdes pels sistemes immunitaris dels que s'han recuperat de COVID-19 a pacients amb la COVID-19 com a mètode d'immunització passiva. Aquesta estratègia es va provar per a la SARS amb resultats no concloents. La neutralització viral és el mecanisme d'acció previst pel qual la teràpia amb anticossos passius pot mediar en la defensa contra el SARS-CoV-2. Tanmateix, poden ser possibles altres mecanismes, com la citotoxicitat mediada per cèl·lules dependents dels anticossos i/o la fagocitosi. Altres formes de teràpia amb anticossos passius, per exemple amb anticossos monoclonals fabricats en laboratori, estan en desenvolupament. Seguint aquesta línia de recerca, s'ha comprovat que un anticòs monoclonal de nom 47D11 dirigit als receptors ACE2 i conegut anteriorment
```
pels seus efectes contra el SARS-CoV, també té la capacitat de bloquejar l'activitat del SARS-Cov-2 en 
cultius cel·lulars
.
[
96
]
 Es podria augmentar la producció de 
sèrum convalescent
, que consisteix en la part líquida de la sang procedent de pacients recuperats i que conté anticossos específics d'aquest virus,
[
97
]
 almenys per aconseguir una immunització a curt termini contra la malaltia.
[
98
]
 A 19 d'agost de 2020, vuit anticossos neutralitzants dirigits a la proteïna S (anomenada en anglès -per la seva morfologia 
ultrestructural
- 
S
pike
: espiga, punxa) del SARS-CoV-2
[
99
]
 han entrat en estudis clínics.
[
100
]
```

### Vacuna BCG
Els investigadors han estudiat la vacuna BCG per a una possible protecció inespecífica contra la COVID-19 després d'observar que la mortalitat i la gravetat de la malaltia han estat menors als països en desenvolupament. L'OMS adverteix que hi ha molts factors que poden afectar aquestes observacions. En assaigs controlats aleatoris, aquesta vacuna si ha demostrat protecció inespecífica contra altres infeccions respiratòries. S'ha observat que els treballadors sanitaris prèviament vacunats presenten una seroprevalença d'IgG anti-SARS-CoV-2 significativament menor i menys símptomes clínics associats a la COVID-19 en comparació amb els no vacunats.
Actualment no hi ha prou evidència que permeti concloure que la vacuna BCG és eficaç per protegir-se contra el COVID-19. Hi ha estudis en marxa.